# Кріс (зброя)
Кріс (множ. креси́) — ручна вогнепальна зброя, нарізна чи гладкоствольна рушниця, мушкет з кременевим або колісцевим механізмом. За походженням слово «кріс» пов'язане з «кресати» («викресати вогню») — оскільки в ньому за допомогою кременевого чи колісцевого механізму викрешувалася іскра, яка запалювала порох. Ця назва частіше вживалася в Західній Україні, зокрема в Карпатах. Засвідчене ще одне староукраїнське найменування такого роду зброї — «флинта» (від нім. Flintbüchse — «кременева рушниця»). Типовим прикладом креса є фузія.
Пізніше, коли рушниці з кременевим чи колісцевим замком вийшли з використання, кресом називали будь-яку рушницю чи гвинтівку. Ці терміни вживалися паралельно. У наш час цей термін вважається архаїзмом.
У період Першої світової війни галичани називали «кресами» магазинні неавтоматичні гвинтівки і карабіни.
Найуживанішими видами рушниць цього періоду були: карабін Mannlicher M1895 системи Манліхера (зразка 1895 р.), який перебував на озброєнні австро-угорської армії і виявився найшвидкострільнішою гвинтівкою того часу; йому дещо поступався англійський SMLE Mk-III («Лі-Енфілд»), й далеко позаду залишався німецький карабін 98к системи Маузер, а тим більше — російська Гвинтівка Мосіна («трьохлінійка»).
| Будова кременевого механізму | 1 — курок (hammer) 2 — курковий гвинт (jaw screw) 3 — верхня і нижня губа курка (jaws) 4 — кремінь (flint) 5 — кришка (кресало) (frizzen) 6 — поличка (pan) 7 — підкресальна пружина (frizzen spring) |  |

| 1 — затильник (butt) 2 — приклад (stock) 3 — ударний механізм (lock) 4 — спусковий гачок (trigger) 5 — ствольні дужки (barrel bands) 6 — ствол (barrel) 7 — багнет (bayonet) 8 — шомпол (ramrod) 9 — дуло (muzzle) 10 — казенна частина ствола (breech) |